# 이국성
이국성(李國星, 1965년 12월 28일 ~ )은 전 KBO 리그 LG 트윈스의 투수였다.

## 출신 학교
- 성남고등학교
- 경희대학교